# Bitva pěti armád
Bitva pěti armád je střetnutím vojsk trpaslíků, elfů a lidí s armádami skřetů a vrrků ve fiktivním světě J. R. R. Tolkiena. Bitva, k níž došlo v okolí Osamělé hory po usmrcení draka Šmaka, je popsána v Tolkienově knize Hobit aneb cesta tam a zase zpátky.
Bitva pěti armád je ústředním motivem filmu Hobit: Bitva pěti armád režiséra Petera Jacksona a slouží rovněž jako námět stolních a počítačových her či dřeváren.

## Události předcházející bitvě

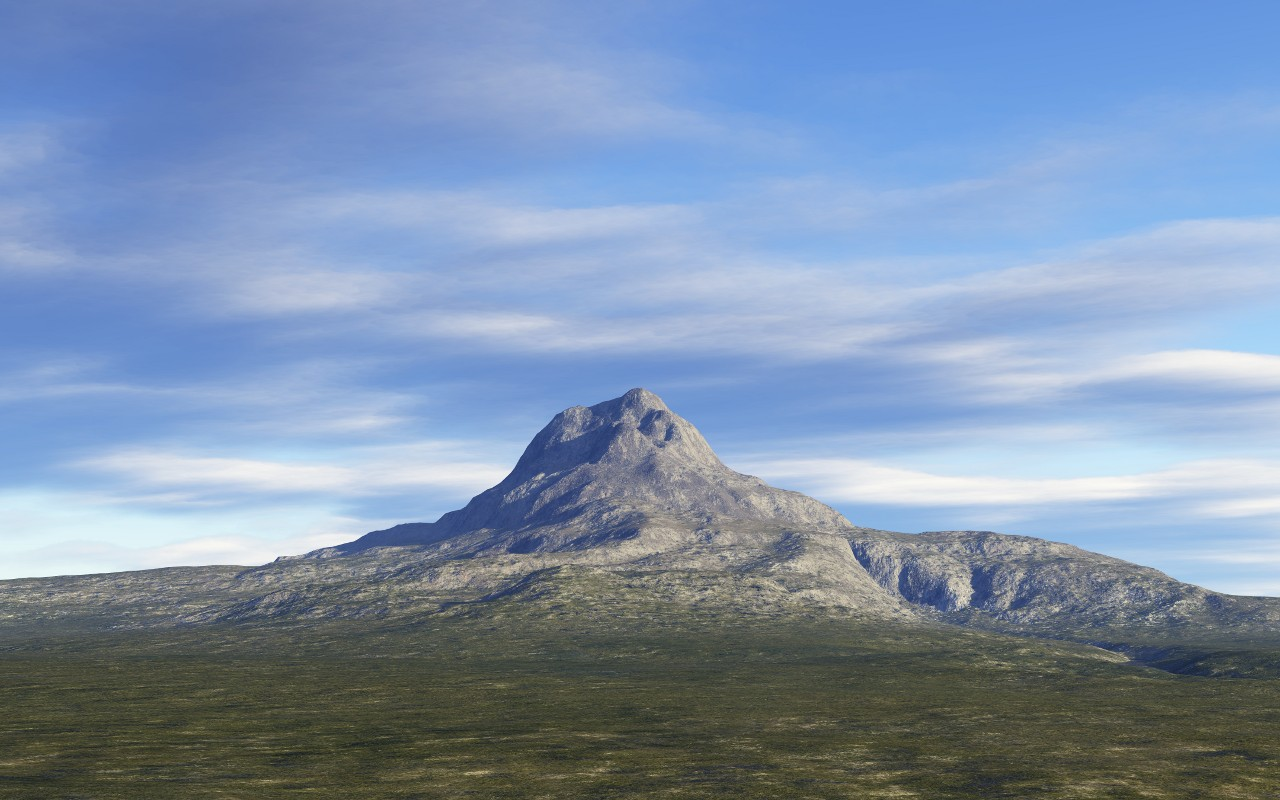
Osamělá hora

V roce 2770 třetího věku zaútočil drak Šmak na bohaté sídliště trpaslíků v Osamělé hoře. Drak z hory vyhnal všechny trpaslíky, kteří se poté roztroušeně toulali po Středozemi. Při svém útoku navíc zničil i nedaleké město Dol a 171 let pak spal na nakradeném pokladu v Osamělé hoře. Teprve v roce 2941 se trpaslík Thorin Pavéza, právoplatný dědic titulu král Durinova lidu, odhodlal vrátit z vyhnanství v Ered Lindon zpět do sídla svých předků v Osamělé hoře. Na dobrodružné cestě k Ereboru byl Thorin doprovázen svými dvanácti druhy, čarodějem Gandalfem a hobitem Bilbem Pytlíkem.

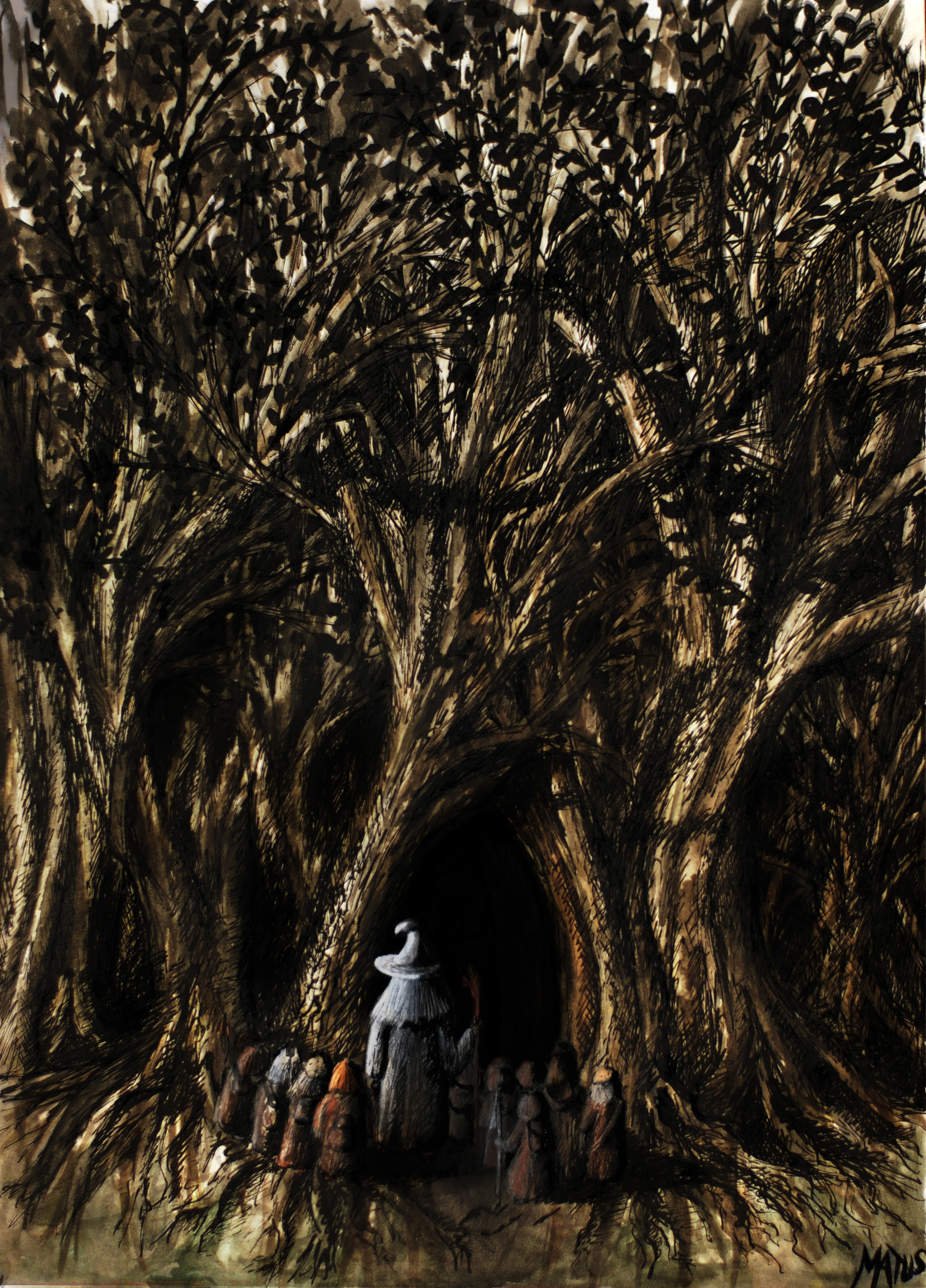
Thorinova výprava na okraji Temného hvozdu

Při obtížném přechodu Mlžných hor byla výprava přepadena skřety, avšak díky Gandalfovi se všem podařilo ze skřetích jeskyní uprchnout a čaroděj při útěku dokonce usmrtil skřetího náčelníka, Velkého skřeta. Po přechodu hor zažili trpaslíci s čarodějem a Bilbem další dobrodružství a na jejich cestě jim pomohli velcí orli i kožoměnec Medděd. Čaroděj Gandalf doprovodil výpravu až na pokraj Temného hvozdu, ale poté musel trpaslíky s hobitem opustit, protože se spěchal zúčastnit Bílé rady. Thorinova družina byla při průchodu hvozdem zajata elfy a předvedena před jejich krále Thranduila. Tvrdohlaví trpaslíci odmítali elfímu králi sdělit cíl své cesty a proto byli uvrhnuti do jeho vězení. Díky Bilbovu kouzelnému prstenu se jim však podařilo uprchnout i z elfího vězení a dostali se až k lidem žijícím na Dlouhém jezeře v Jezerním městě Esgaroth nedaleko Osamělé hory.

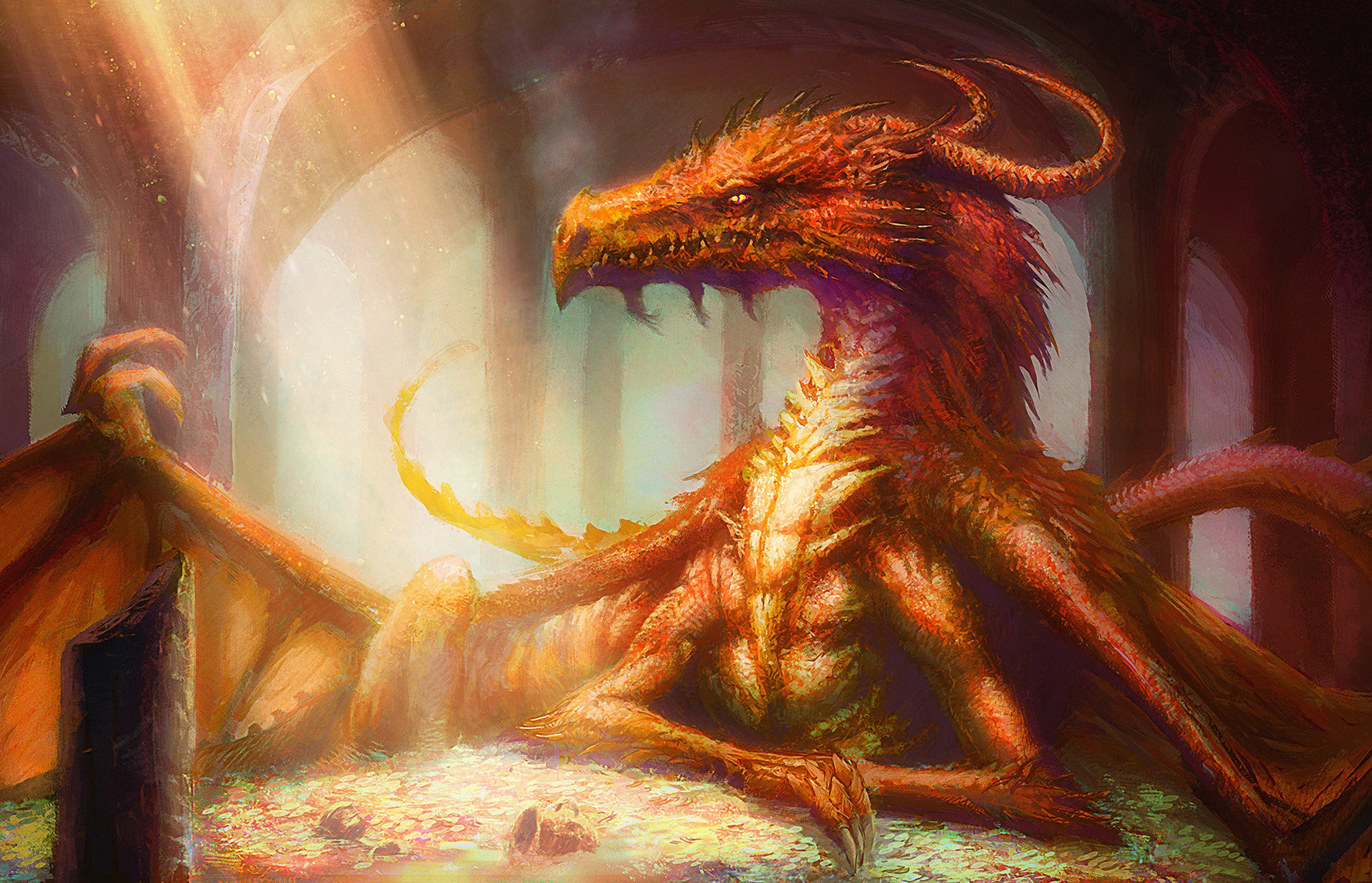
Drak Šmak uvnitř Osamělé hory

Obyvatelé Jezerního města výpravu vřele přijali a s radostí uvítali Thorina jako vracejícího se krále pod Horou. Thorin a spol poté pokračovali směrem k hoře, kde uvnitř starých trpasličích síní, spal na hromadě zlata Šmak. Poté, co dorazili k Osamělé hoře, byl Bilbo trpaslíky vyslán do nitra drakova doupěte na výzvědy. Po nebezpečném rozhovoru s drakem se mu podařilo vrátit se k trpaslíkům, avšak Šmak z Bilbova vyprávění poznal, že výpravě pomohli lidé z Jezerního města. V noci se drak vyplazil z hory a Esgaroth přepadl. Jezerní město se Šmakovu útoku statečně bránilo a Bardovi, Girionovu dědici, se podařilo Šmaka usmrtit svým šípem. Drak však při smrtelném pádu rozmetal hořící dřevěné město a mnoho jeho obyvatel té noci v jezeře zemřelo.

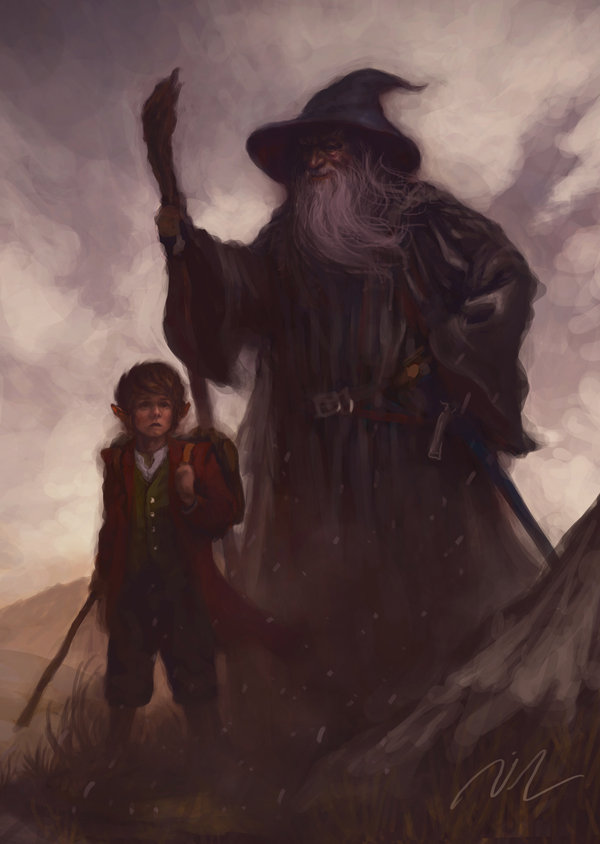
Bilbo a Gandalf

Drakova smrt předznamenala zápas o ohromný poklad uložený v hoře. Přeživší lidé z Jezerního města vedení Bardem, kterým přispěchali na pomoc elfové pod vedením svého krále Thranduila, se poté, co zaopatřili raněné a mrtvé, vydali k hoře zjistit, jestli trpaslíci přežili drakovo řádění a případně prozkoumat, co zůstalo ze Šmakova nakradeného pokladu. Trpaslíci se však po drakově odletu v hoře opevnili a Thorin odmítl jakékoliv vyjednávání s Thranduilem, který jej nechal uvrhnout do svého vězení a též hrubě zamítl Bardovu prosbu o část pokladu, který by lidé, kteří trpaslíkům pomohli, použili na opravu svých zničených domovů. Místo toho Thorin vyslal havrany se zprávami žádajícími pomoc do Železných hor, kde sídlil se svým početným lidem jeho bratranec Dáin.
Bilbo s postojem svých společníků nesouhlasil a kvůli hrozícímu boji mezi trpaslíky na jedné a elfy a lidmi na druhé straně, vydal spojencům klenot Arcikam, kterého si Thorin cenil nejvíce z celého pokladu. Hobitův čin pochválil Gandalf, který se tehdy znenadání objevil v táboře spojenců před Osamělou horou. Thorin zdrcený hobitovou "zradou" však Bilba vyhnal a dál se připravoval k boji. Mezitím ze Železných hor dorazil k obležené hoře s více než pěti sty bojovníky Dáin, načež vyzval spojence, aby ustoupili a umožnili mu průchod do Ereboru. Thranduil s Bardem si byli vědomi, že kdyby tak početné trpasličí vojsko obsadilo horu, bylo by téměř nemožné ji dobýt nebo úspěšně obléhat. Proto se spojenci připravili k boji a trpaslíci vyrazili do útoku. Nesmyslné krveprolití zastavil až Gandalf, který se náhle zjevil mezi znesvářenými vojsky. Všem třem velitelům oznámil, že se k Ereboru od severu blížila obrovská armáda skřetů jedoucí na vrrcích. Skřeti z hor byli totiž rozzuřeni smrtí Velkého skřeta a zvěst o Šmakově smrti i pro ně slibovala tučnou kořist. Proto shromáždili všechnu svou sílu z Mlžných a Šedých hor a chystali se spolu s vrrky přepadnout Erebor. Elfové, lidé i trpaslíci proto zanechali svého sporu a rychle spojili své síly proti blížící se hrozbě.

## Průběh bitvy

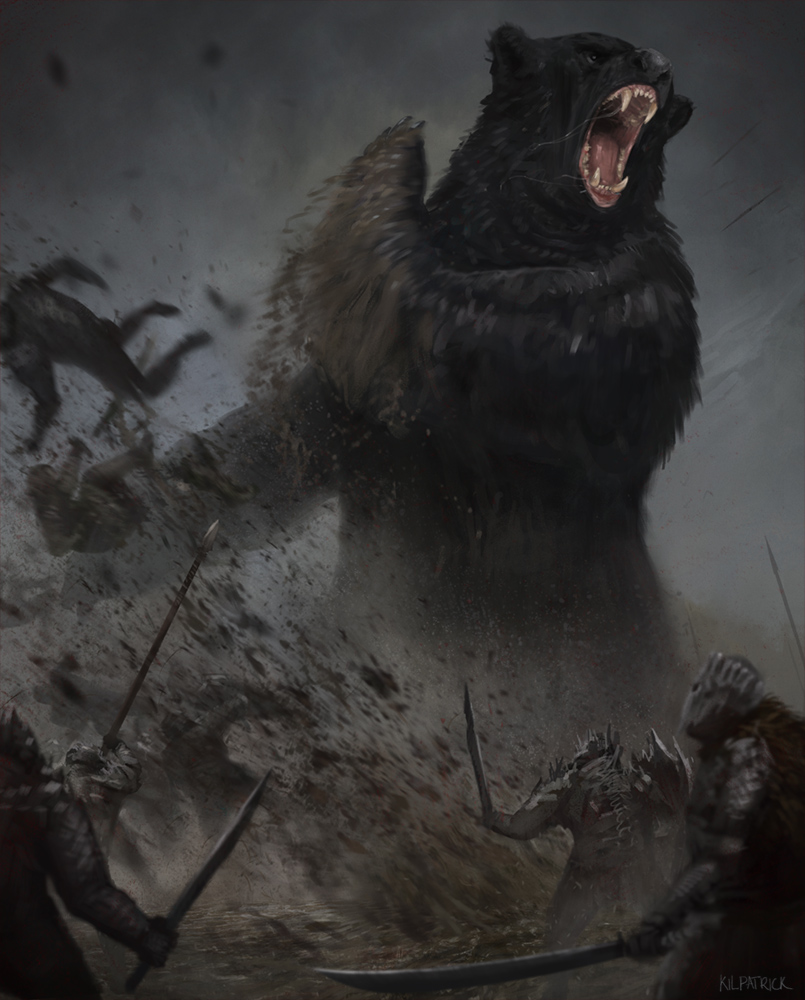
Medděd pobíjí skřety

Spojenci se, vědomi si velké početní převahy skřetů, rozhodli přečkat nepřátelský nápor na úbočích Osamělé hory. Jižní ostroh hory obsadili elfové a Dáin s trpaslíky a lidé vyšplhali na ostroh východní. Obloha potemněla, protože ze severu se přiřítila bouře následovaná mračnem černých ptáků a netopýrů, kteří zastínili Slunce. Předvoj skřetí armády, v němž byli nejrychlejší jezdci na vlcích, se pak vřítil do Dolu.
První proti skřetům zaútočili z jižního svahu elfí lučištníci a následně se do údolí vrhlo na tisíc Thranduilových kopiníků. Následoval útok trpaslíků a lidí, který obrátil většinu skřetího předvoje na ústup. Skřetům se však posléze podařilo vyšplhat na Erebor z opačné strany a ostrohy bráněné spojenci byly obklíčeny. S příchodem večera se do údolí před bránou opět nahrnuli skřeti vedení svým velitelem Bolgem. Když se zdálo, že bitva je ztracena, vyřítili se z brány Bilbovi druzi oblečeni v lesklých trpasličích brněních.
Thorin Pavéza kolem sebe shromáždil mnoho bojovníků od všech tří spojeneckých ras, načež vyrazil přímo proti Bolgově tělesné stráži. Spojenci však byli zanedlouho uzavřeni kruhem nepřátel a s velkými ztrátami jen těžko odolávali veliké přesile. Tehdy přiletěli ze západu orlové vedení svým pánem Velkým orlem a spolu se spojenci vyčistili ostrohy Osamělé hory od skřetů a vlků. Do bitevní vřavy dorazil v medvědí podobě také Medděd, který hněvem nabyl obrovských rozměrů. Probil se až k Thorinovi, jenž padl probodán kopími a odnesl jej pryč z bitevní vřavy. Medděd poté, zuřivější než kdy dříve, napadl Bolgovu tělesnou stráž a roztrhal na kusy samotného Bolga. Vojska skřetů a vrrků se po smrti svého velitele dala na zmatený útěk.

Počáteční fáze bitvy, elfové (červená) a lidé s trpaslíky (fialová) obklíčili první nápor skřetů (černá)
Útok skřetů přes úbočí hory a obklíčení spojenců na jižním a východním ostrohu
Výpad Thorina a jeho společníků proti Bolgově tělesné stráži
Přílet orlů (růžová), příchod Medděda (oranžová), Bolgova smrt a skřetí ústup

## Důsledky
Většina prchajících skřetů byla nahnána do močálů kolem Bystré a Lesní řeky a do lesů Temného hvozdu, takže se z jejich armád vrátila do svých domovů v horách jen hrstka. V bitvě pěti armád prý padly tři čtvrtiny všech skřetích válečníků z Mlžných a Šedých hor, takže dlouhá léta trvalo, než skřeti v horách opět nabyli na síle.
Dědic Durinova lidu Thorin Pavéza na svá zranění záhy po bitvě zemřel, ale na smrtelné posteli se ještě stačil usmířit s Bilbem Pytlíkem. Trpaslíci přijali za nového krále pod Horou Dáina, který se později do Ereboru přestěhoval s většinou svého lidu. Elfové se vrátili do svých lesů a lidé za pomoci trpaslíků znovu vystavěli své Jezerní město. Bard navíc odvedl mnoho Jezerních lidí do Dolu, kde obnovil království po svém předku Girionovi. V zemích okolo Osamělé hory poté panoval na dlouhý čas mír.

## Adaptace

### Film Hobit: Bitva pěti armád
V roce 2014 dotočil novozélandský režisér Peter Jackson třetí díl své filmové trilogie na motivy Tolkienova Hobita. V jeho snímku Hobit: Bitva pěti armád vrcholí děj právě kolem této bitvy. Od knižní předlohy se Jacksonovo pojetí bitvy v mnohém odlišuje.
Na rozdíl od knižní předlohy je v Jacksonově filmu skřetí vojsko převážně tvořeno skřety z Dol Gulduru a vedeno z příkazu samotného Saurona Bílým skřetem Azogem, který už měl dle původního románu být mrtvý. Druhou armádu pak k Ereboru přivedl jeho zástupce Bolg z Gundabadu. Azogova skřetí armáda se k Osamělé hoře nepozorovaně dostala díky tunelům, které vytvořili obrovští červi zvaní „zeměžrouti“. Vojsko z Gundabadu dorazilo na bojiště u Osamělé hoře až o něco později. Kromě skřetů a vrrků se ve filmové bitvě objevují i velcí zlobři, oddíl skřetích žoldnéřů menšího vzrůstu (goblini), půlzlobři či vyšlechtění netopýři.

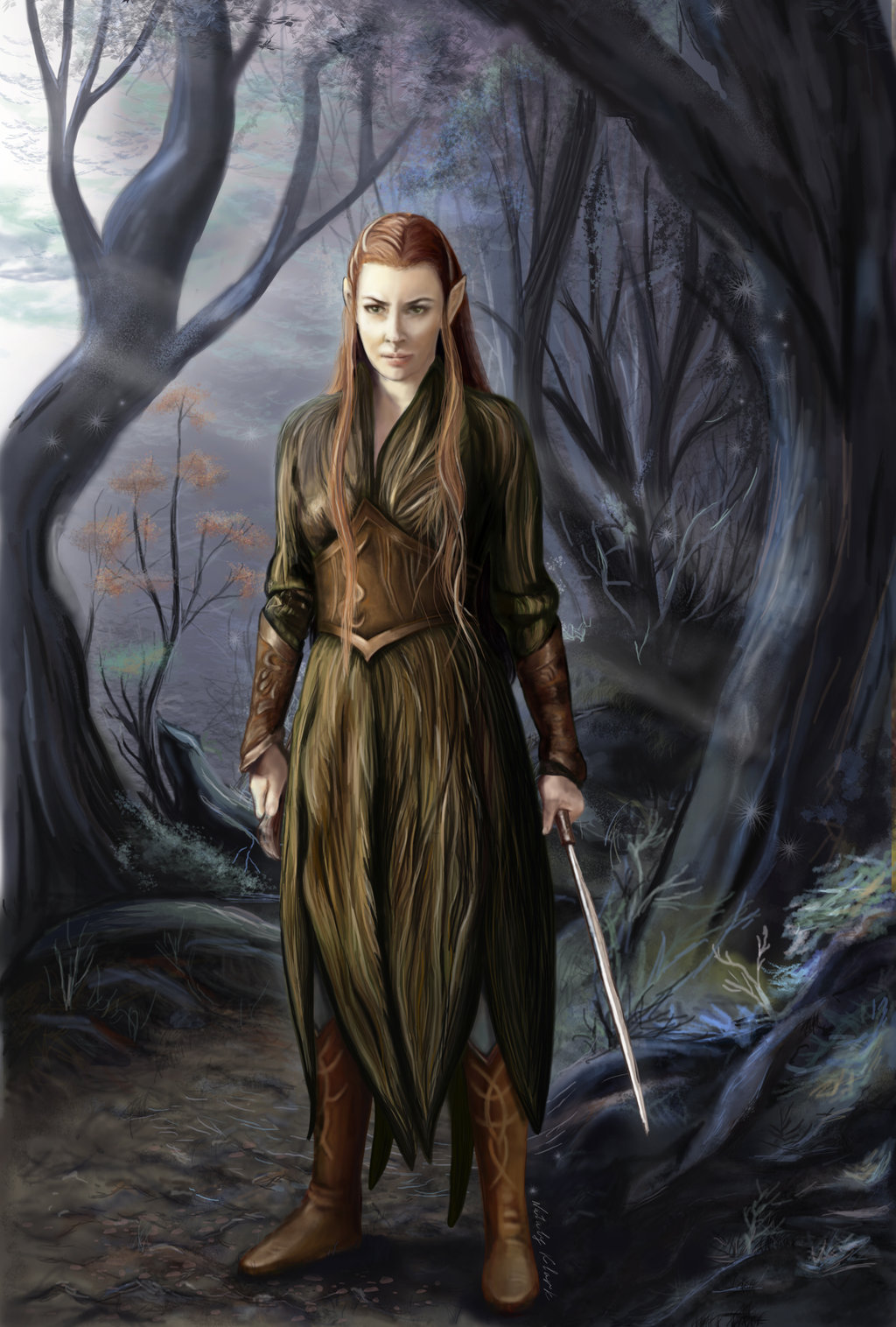
Elfka Tauriel, jak jí ztvárnila herečka Evangeline Lilly

Kromě boje s Thranduilovým a Dáinovým vojskem ve snímku skřeti napadli i nedaleké opuštěné město Dol, kde se doposud ukrývali přeživší lidé z Jezerního města. Do Dolu se záhy stáhli i lidé, elfové a trpaslíci vedení Dáinem, když byli přesilou zatlačeni až k opevněné bráně Ereboru. Trpaslíky v poslední chvíli podpořil Thorin se svými druhy. Azog v bitvě velel svým armádám z Havraního vrchu, kde se jej poté pokusili zaskočit Thorin se svými synovci a Dvalinem. Trpaslíci však byli Bílým skřetem vlákáni do léčky a Fili i Kili padli. Ke slovu se nyní dostali skřeti z Gundabadu vedení Bolgem, kterého pak v přímém souboji usmrtil Legolas. V ten samý čas smrtelně raněný Thorin zabil Azoga. Postup vojska z Gundabadu i bitvu samotnou ukončil až přílet velkých orlů vedených čarodějem Radagastem, s nimiž se do bitevní vřavy dopravil i Medděd.
V Jacksonově filmovém zpracování se oproti originálu vyskytuje navíc Thranduilův syn elf Legolas či zcela nově vytvořená postava elfky Tauriel, jež se zamilovala do Thorinova synovce Kiliho a jeho smrt představuje pro ni velkou ztrátu.